# Striganaspis congoana
Striganaspis congoana es una especie de coleóptero de la familia Scraptiidae.

## Distribución geográfica
Habita en el Congo.